# Koszmosz–40
A Koszmosz–40 (oroszul: Космос–40) a szovjet Koszmosz műhold-sorozat tagja. Az első katonai és államigazgatási rendeltetésű kísérleti telekommunikációs műhold, típusa Sztrela–1 (Стрела–1).

## Küldetés
Kísérleti programfeladat: az alacsony Föld körüli pályára állított távközlési műholdak működésének mikrogravitációs környezetbeli műszaki próbája.

## Jellemzői
Tervezte az OKB-10 (oroszul: Опытно-конструкторское бюро – ОКБ-10) kísérleti tervezőiroda. Üzemeltetője a moszkvai Honvédelmi Minisztérium (Министерство обороны – MO).
Megnevezései:  COSPAR: 1964-046C; SATCAT kódja: 855; GRAU-kódja: 11F610.
1964. augusztus 18-án a Bajkonuri űrrepülőtérről az LC-41/15 (LC–Launch Complex) jelű indítóállványról egy Koszmosz–1 (65S3 02L) hordozórakétával állították alacsony Föld körüli pályára (LEO = Low-Earth Orbit). A 92,9 perces, 56,1 fokos hajlásszögű elliptikus pálya elemei: perigeuma 202 kilométer, apogeuma 636 kilométer.
Formája szabálytalan, átmérője 80, magassága 100 centiméter, hasznos tömege 50 kilogramm. Tervezett szolgálati ideje 3 hónap. A sorozat felépítését, szerkezetét, alapvető fedélzeti rendszereit tekintve egységesített, szabványosított űreszköz. Telemetriai tevékenységét antennái segítségével biztosította. Az űreszköz felületét napelemek borították (15 W), éjszakai (földárnyék) energiaellátását újratölthető nikkel-kadmium akkumulátorok biztosították. Kialakított hűtőrendszere biztosította a belső üzemi hőmérsékletet.
Katonai és kormányzati híradástechnikai feladatok ellátására tervezték, készítették és állították pályára. A Szovjetunió európai – Távol-keleti szárazföldi, illetve tengeri (hadiflotta, kereskedelmi flotta) összeköttetésének felgyorsítását szolgálta. Rádióüzenetek vételére, rögzítésére – a földi vevőállomások vételi pozíciójában lejátszásra szolgált.
Az első olyan műholdcsoport, amikor három egységet – Koszmosz–38, Koszmosz–39, Koszmosz–40 – egyetlen hordozórakétával bocsátottak pályára. Egyszerre több egység pályára állításával a kommunikációs területet azonnal lefedték, meggyorsítva az információs sebességet.
1964. november 18-án, 92,50 nap) után belépett a légkörbe és megsemmisült.